# 막심 고날론
막심 고날론(Maxime Gonalons, 1989년 3월 10일 ~ )은 프랑스의 축구 선수로 현재 리그 1의 클레르몽에서 수비형 미드필더로 뛰고 있다.